# Lufthansa
Pour les articles homonymes, voir DLH.
Say yes to the world

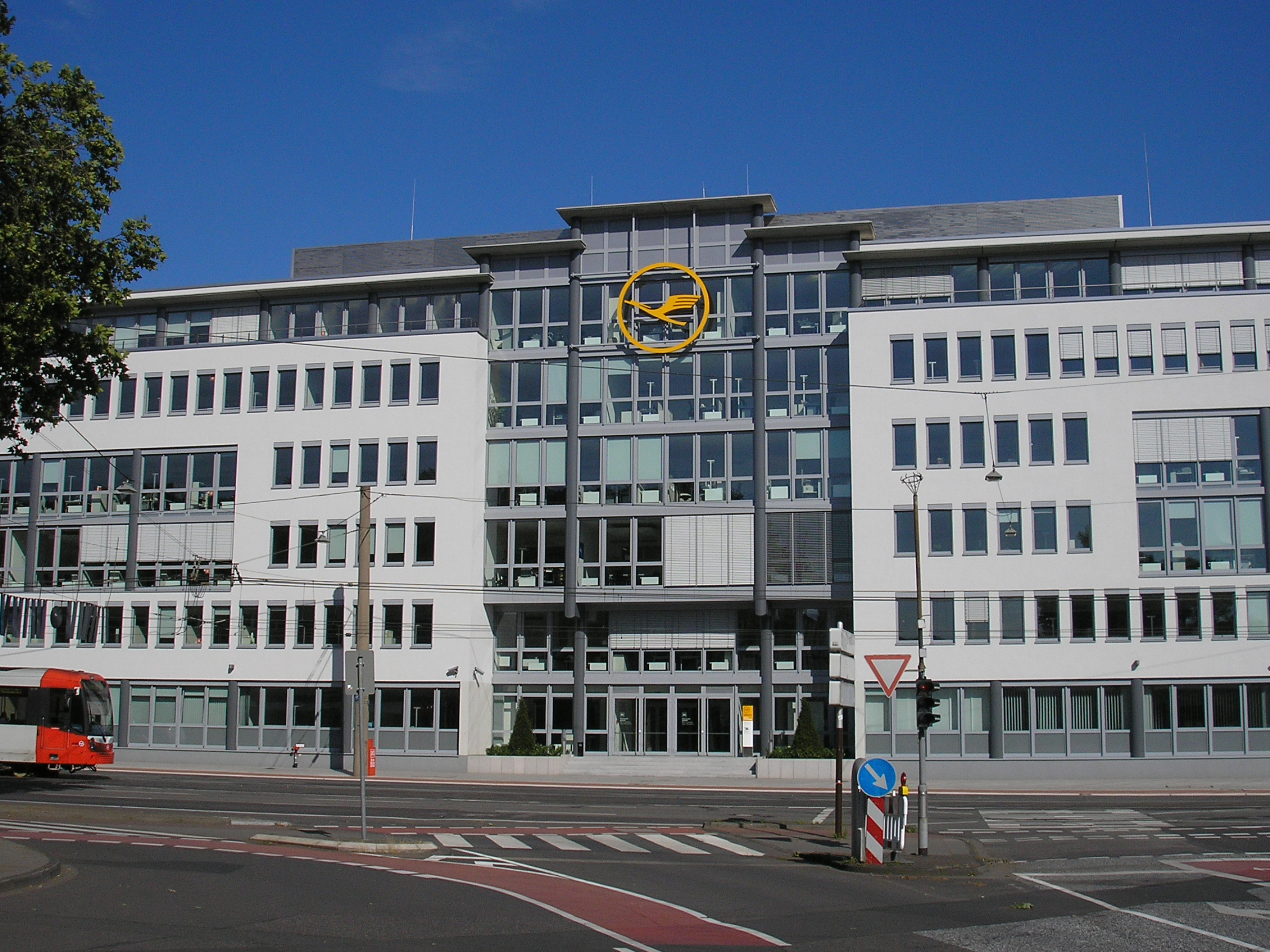
Siège à Cologne (Rhénanie-du-Nord-Westphalie).

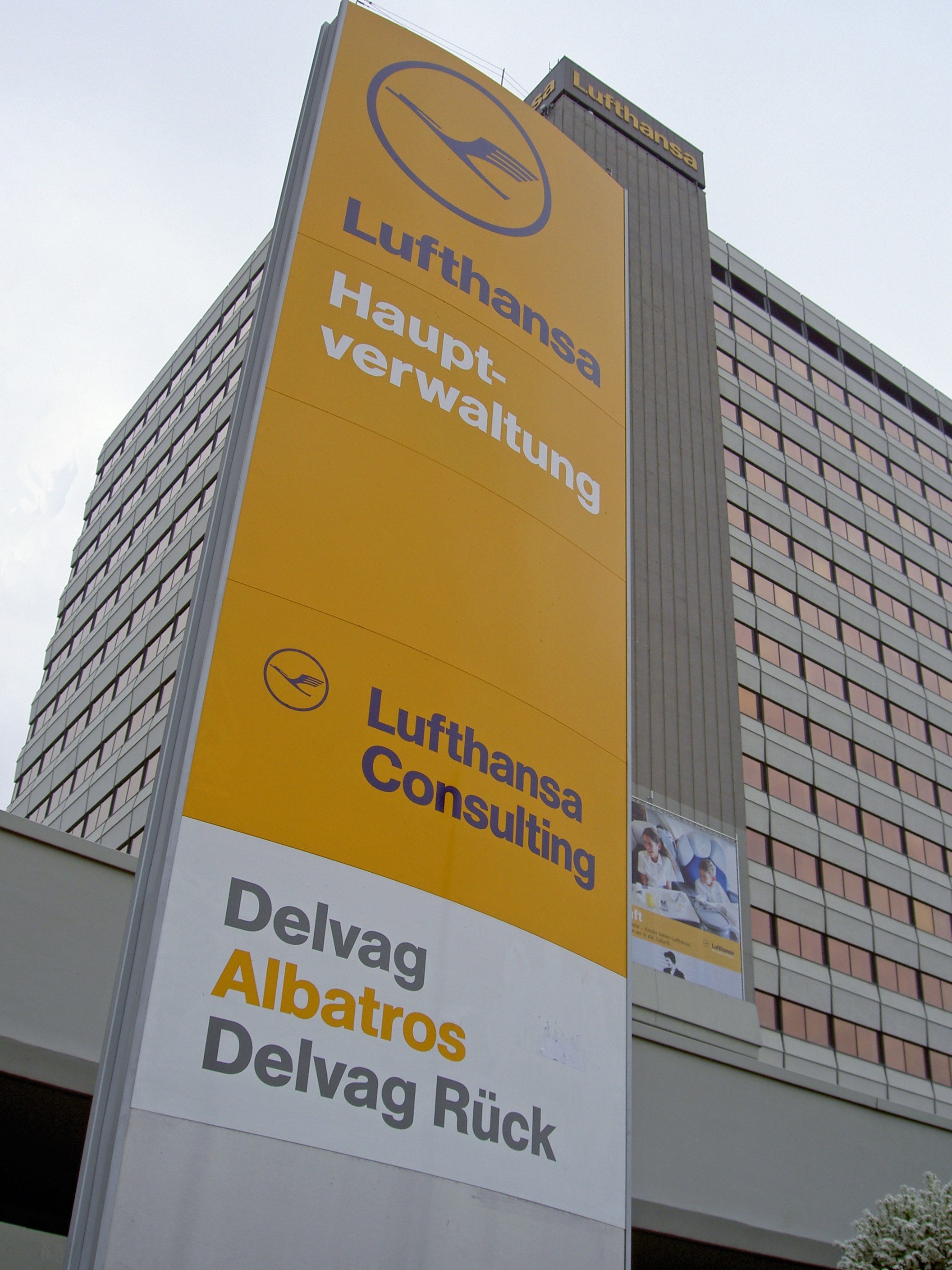
Ancien siège.

Lufthansa (Deutsche Lufthansa AG) (code IATA : LH ; code OACI : DLH) (FWB : LHA) est la compagnie aérienne nationale allemande ainsi que la première compagnie aérienne européenne en nombre de passagers transportés devant Ryanair et avant Air France-KLM.
Elle est cofondatrice et pilier européen de Star Alliance. Lufthansa détient Lufthansa Cargo et depuis 2005 Swiss International Air Lines. Sa filiale Lufthansa Regional contrôle notamment Lufthansa CityLine, ou encore Air Dolomiti.

## Histoire

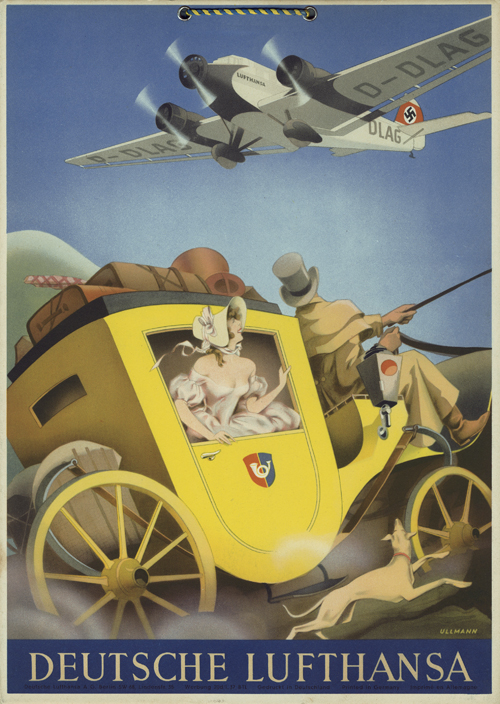
Publicité de 1936.

La compagnie fut fondée en 1926 à Berlin à la suite de la fusion de deux compagnies allemandes : la Deutsche Aero Lloyd et la Junkers Luftverkehr le 6 janvier de cette même année ; cette fusion fut engagée par Erhard Milch qui en devint le premier directeur.
Le nom initial de la compagnie en 1926 Deutsche Luft Hansa (Aktiengesellschaft), Luft signifiant en allemand air/aérien et Hansa une Guilde commerciale, par référence à l'ancienne Ligue hanséatique qui était aux temps médiévaux une organisation marchande de l'Europe du Nord. Le nom de Deutsche Luft Hansa perdura jusqu'en 1951, date de la liquidation de la société. Entre 1926 et 1951, les carlingues des avions portaient le nom de "Luft Hansa". Une autre compagnie aérienne allemande, la Luftag, créée en 1953, acheta les droits du nom et du logo de l'ex-Luft Hansa et se rebaptisa elle-même en Lufthansa.
En janvier 1928, la jeune compagnie aérienne allemande inaugure la liaison quotidienne Marseille - Barcelone avec deux hydravions Rohrbach, qui donnera naissance à terme à une ligne reliant Madrid et Budapest.
Lufthansa se développe, à partir de 1933, en étroite collaboration avec le Ministère de l'Air du Reich et la Luftwaffe ; son directeur est « Generalfeldmarschall » de la Luftwaffe, ministre de la R.L.M, et l'entreprise fait plus de bénéfices avec les réparations des avions militaires qu'avec l'exploitation de lignes aériennes.
En août 1938, le Fw 200V-1, transformé en Fw 200S-1 Condor "Brandenburg" (D-ACON), long courrier, fut le premier avion commercial à effectuer un vol transatlantique en reliant Berlin à New York, soit 6 550 km sans escale, en 24 h 55 min à l'aller puis 19 h 47 min au retour, à une vitesse moyenne de 264  et   330 km/h respectivement.
Pendant la période de la Seconde Guerre mondiale, elle utilisa de nombreux travailleurs forcés. Elle fut classée par les Alliés comme entreprise nazie. En effet, Hitler a utilisé un avion de cette compagnie pour sa campagne présidentielle, une première en Europe.
Dans les années 1950, la RFA et la RDA se disputèrent le nom de la compagnie afin de l'intégrer à la leur. C'est finalement la RFA qui rétablira Lufthansa après la Seconde Guerre mondiale en rachetant les droits et fondant ainsi une nouvelle entreprise (en droit), la RDA fondant la sienne sous le nom de Interflug (qui cessa ses opérations en 1991 après la réunification allemande).
La compagnie fut la première compagnie non-américaine à lancer un nouveau modèle de Boeing. Ce fut ainsi le cas avec le Boeing 737 dont Lufthansa fut le client de lancement en 1967 avec la version 737-100. Le 17 mai 2004, elle fut aussi la première utilisatrice du tout nouveau système de connexion en vol de Boeing.
La compagnie profita fortement de la réunification allemande, qui lui permit de reprendre gratuitement les droits d’exploitation et installations de sa concurrente est-allemande Interflug.
Dès 1992, l'État allemand commença la privatisation de la compagnie qui s'acheva en 1997 lorsqu'elle devint totalement privée. Son hub principal est l'aéroport international de Francfort, mais celui-ci doit se désengorger notamment grâce au nouveau terminal de l'aéroport international de Munich Franz Josef Strauß. Son siège social se trouve aujourd'hui à Cologne. Le 22 mai 2005, Lufthansa acquit Swiss International Air Lines, faisant de l'aéroport de Zurich son troisième hub, le premier à l'extérieur de l'Allemagne.
Le 15 septembre 2008, Lufthansa annonce le rachat d'une partie du capital de Brussels Airlines. En juin 2009, la Commission européenne approuve un partenariat stratégique entre Brussels Airlines et Lufthansa. Cette décision ouvre la voie au rachat par Lufthansa de 45 % de SN Airholding SA/NV, la société-mère de Brussels Airlines. Lufthansa détient également une option pour acheter les 55 % restants de participation dans Brussels Airlines jusqu'en 2014.
Le 27 novembre 2008, elle crée une filiale italienne, Lufthansa Italia, pour s'implanter sur le marché italien, en profitant des déboires de la compagnie italienne Alitalia. Le premier vol a eu lieu le 2 février 2009. Pour des raisons commerciales, la Lufthansa a décidé de la fermeture de Lufthansa Italia le 23 mai 2011. Cet arrêt définitif des opérations a eu lieu fin octobre 2011.
En septembre 2009, Lufthansa rachète Austrian Airlines avec l'approbation de la Commission européenne.
Le 19 mai 2010, elle reçoit son premier Airbus A380. Baptisé Frankfurt am Main, l'Airbus A380 de 526 sièges sera inauguré le 11 juin 2010 sur la route Francfort-Tokyo.
Le 21 juillet 2010, Lufthansa reçoit son deuxième Airbus A380, baptisé Munich.
Le 9 novembre 2010, Lufthansa est reconnue coupable par la Commission européenne d'entente illicite avec onze autres compagnies aériennes. Ces entreprises s'étaient secrètement entendues pour exiger des surtaxes sur le transport de fret à partir de ou vers l'Union européenne. Lufthansa évite cependant l'amende, car elle a dénoncé l'entente et ses aveux ont permis à l'enquête d'aboutir, ce qui lui permet d'acquérir une position dominante sur le marché de fret aérien en Europe aux dépens de son principal concurrent, Air France.
Le 24 mars 2015, la Lufthansa connait sa première tragédie aérienne avec l'accident de l'A320, avion de la compagnie Germanwings, une filiale low cost, dans les Alpes-de-Haute-Provence avec 150 personnes à bord. Personne n'a survécu.
Le 22 septembre 2015, Lufthansa annonce la prochaine disparition de sa filiale Germanwings (dans les trois prochaines années) et lance une nouvelle compagnie low cost baptisée Eurowings, basée à l'aéroport de Cologne.
En décembre 2016, Lufthansa annonce acquérir les 55 % restants de SN Air Holding, société mère de Brussels Airlines.

Portée par la solidité de l'économie allemande et de très bons chiffres de réservation pour l'été 2017 (en particulier vers l'Amérique du Nord), Lufthansa annonce le 17 juillet 2017 un
relèvement de son objectif de bénéfice pour l'année 2017.
Le 24 août 2017, 9 jours après le dépôt de bilan de la compagnie Air Berlin, Lufthansa rend public un projet de rachat de la compagnie autrichienne Niki (filiale à 100 % d'Air Berlin) et la reprise de 90 appareils d'Air Berlin (comprenant les 38 appareils qu'Air Berlin lui loue déjà). En octobre 2017, Lufthansa annonce la reprise d'une partie de l'activité d'Air Berlin, comprenant ses filiales Niki et LG Walter, ainsi que certains de ses avions (81 au total sur 144 qu'avaient Air Berlin & ses filiales) ainsi que 3 000 salariés (sur 8 000 en comprenant les filiales & Air Berlin elle-même), pour 210 millions d'euros, accord qui doit encore obtenir l'aval des autorités de la concurrence. En décembre 2017, ils décidèrent finalement de ne pas donner suite à la demande de reprise de Niki.
Plusieurs jours de grève sont observés en novembre et décembre 2019 personnel de cabine de Lufthansa pour de meilleurs salaires et conditions de travail.
À la suite de l’effondrement de son activité provoquée par la pandémie de Covid-19 en 2020, la compagnie réclame l'aide de l’État. Pourtant, les conditions imposées par les pouvoirs publics en échange d'un prêt de 9 milliards d'euros insupportent la direction, qui envisage une faillite auto-administrée de la compagnie aérienne. En juin 2020, Lufthansa annonce la suppression de 22 000 postes sur ses 135 000 employés à la suite de la crise économique.
En juin 2021, Lufthansa adapte sa communication pour être plus inclusive et neutre et abandonne les messages d'accueil tels que « Mesdames et Messieurs »,.
En septembre 2021, la compagnie lance une nouvelle cabine baptisée « AirSpace » sur ses avions court-courrier et moyen-courrier. Cette cabine promet plus de confort, une augmentation et optimisation des espaces de rangement. Inaugurée lors d'un vol de Francfort à Fuerteventura à bord d'un Airbus A321neo de la Lufthansa, elle sera également déployée sur les compagnies membres du groupe Lufthansa comme Swiss, Brussels Airlines, et Eurowings.
En décembre 2021, le PDG annonce que la compagnie va effectuer 18 000 vols à vide pour pouvoir conserver ses créneaux aéroportuaires européens.
En mai 2023, l'état italien  - voulant privatiser sa compagnie nationale - annonce qu'il va vendre 41% de ITA Airways au groupe Lufthansa.
Lufthansa cède sa filiale AirPlus, gestionnaire de voyage d'affaires, le 21 juin 2023, à la banque suédoise SEB Kort Bank. D'une valeur de 450 millions d'euros, l'opération doit permettre à Lufthansa de se recentrer sur son cœur de métier.
La compagnie est visée par une plainte pour pratiques commerciales trompeuses de greenwashing en compagnie de 16 autres compagnies par 22 associations européennes de consommateurs en juin 2023.

## Principaux actionnaires
Au 31 janvier 2020 :
| Sarah Carter                                    | 4,91 % |
| Janus Capital Management                        | 4,01 % |
| DWS Investment                                  | 3,66 % |
| Amundi Asset Management (Investment Management) | 3,09 % |
| DWS Investments                                 | 3,02 % |
| Norges Bank Investment Management               | 3,00 % |
| Lyxor International Asset Management            | 2,43 % |
| Templeton Global Advisors                       | 2,19 % |
| BlackRock Investment Management                 | 2,12 % |
| Commerrzbank (Investment Management)            | 2,07 % |

## Chiffres clés
- Nombre de passagers : 122,6 millions (2023) pour le groupe entier[2].
- Taux d'occupation des avions : 82,9 % (2022)[2].
- Fret : 1 924 millions de tonnes (2014).
- Nombre d'employés : 96 677 (fin 2022)[2].
- Chiffre d'affaires : 35,422 milliards € (2022)[2].
- 361 liaisons directes par semaine avec l'Allemagne.

## Flotte

### Flotte actuelle

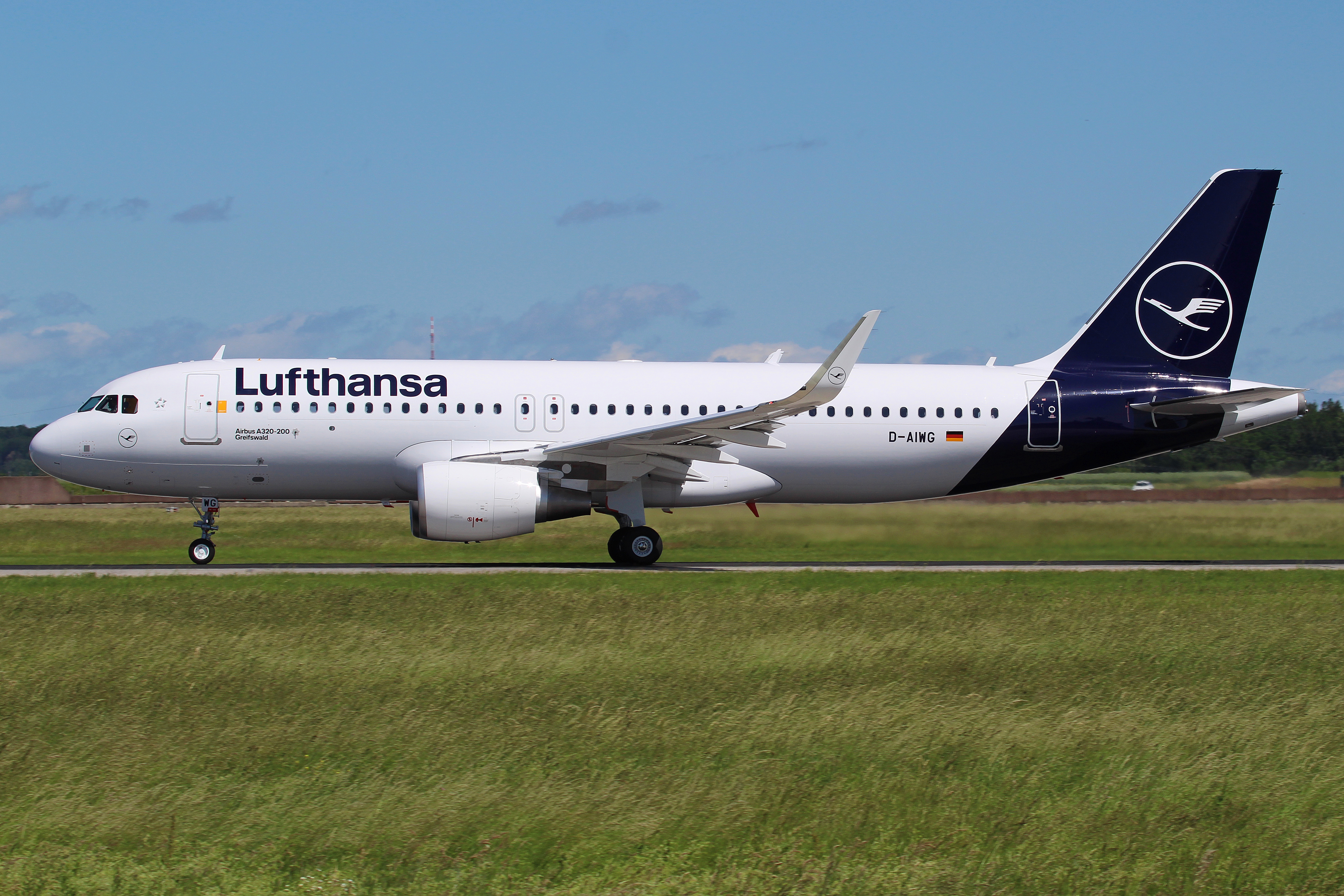
Airbus A320-214 de Lufthansa

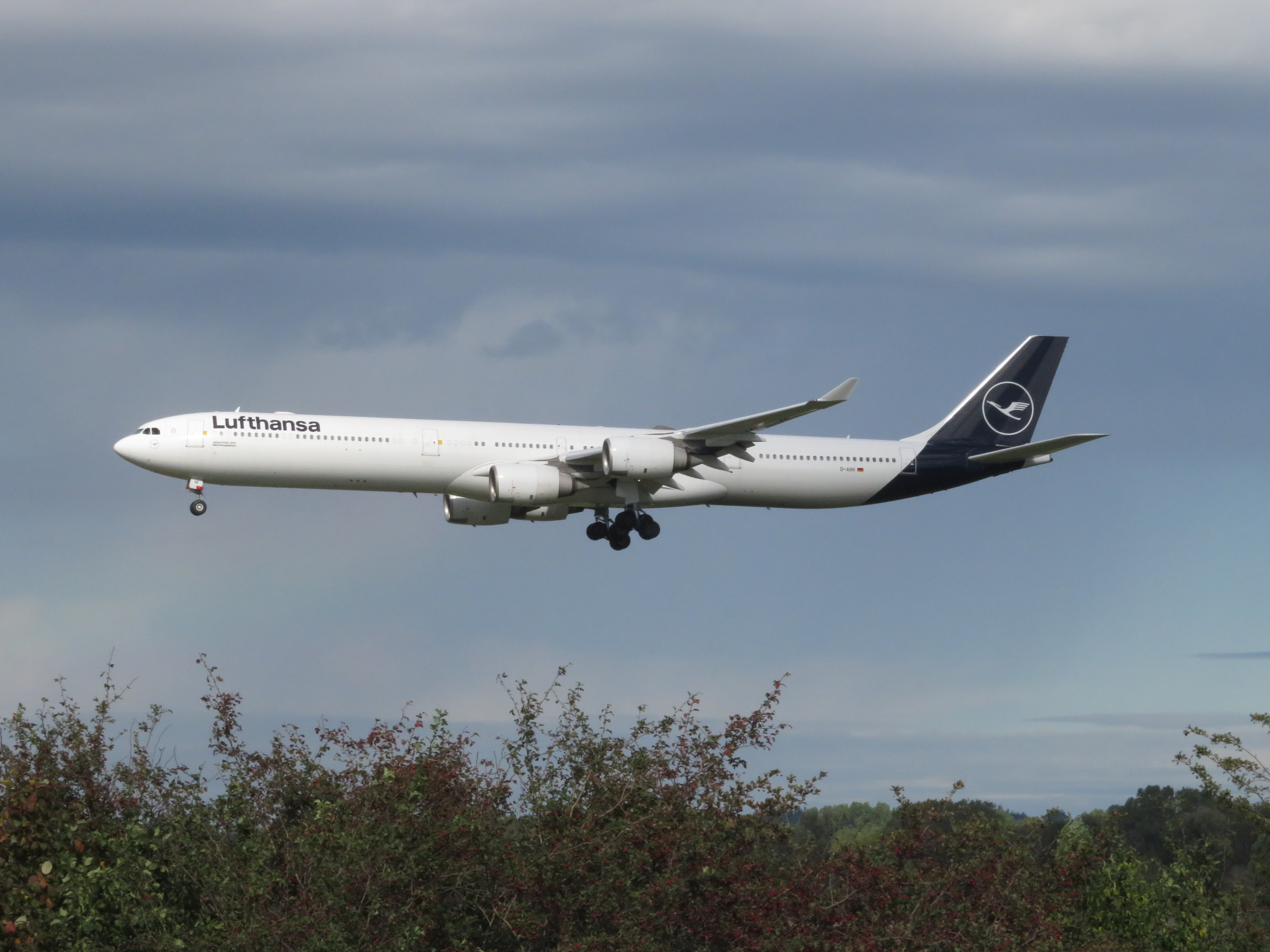
Airbus A340-600 de Lufthansa

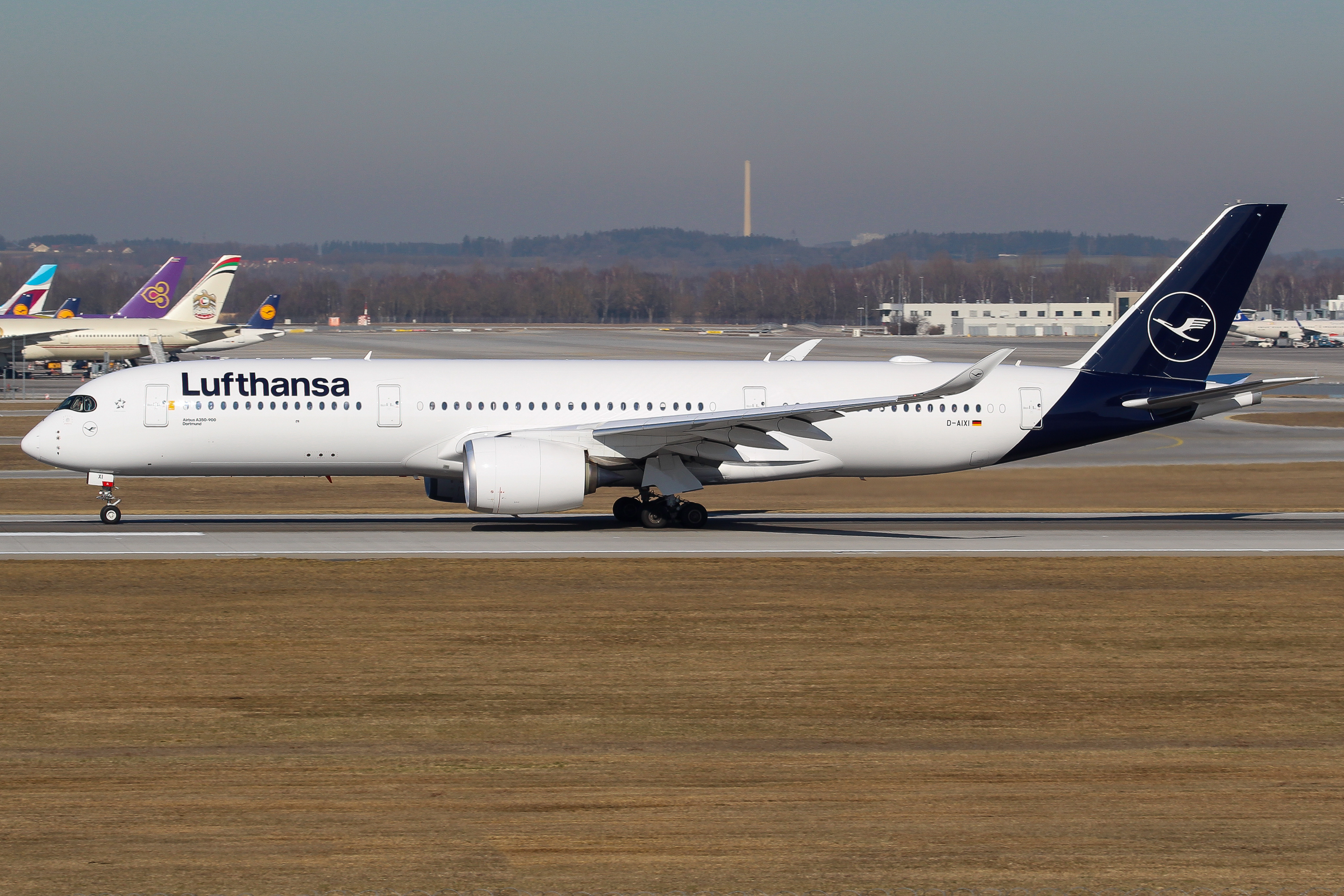
Airbus A350-900 de Lufthansa

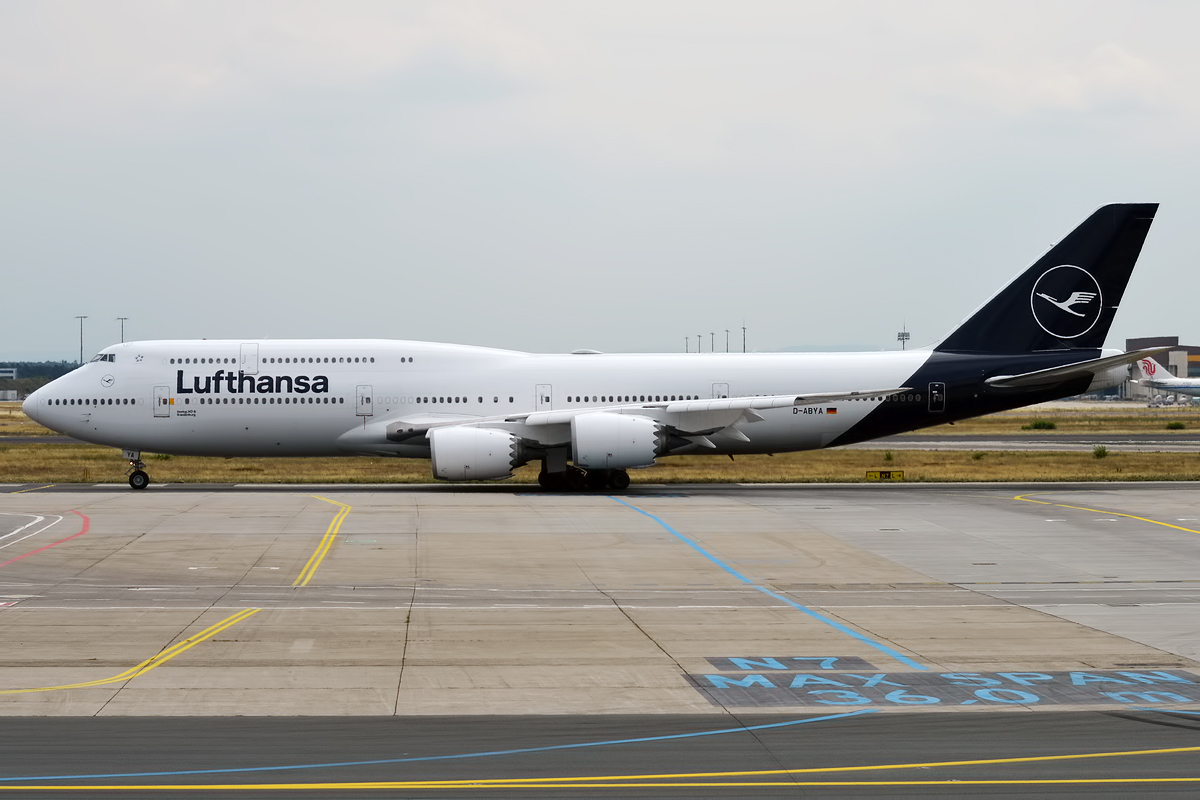
Boeing 747-8 Intercontinental

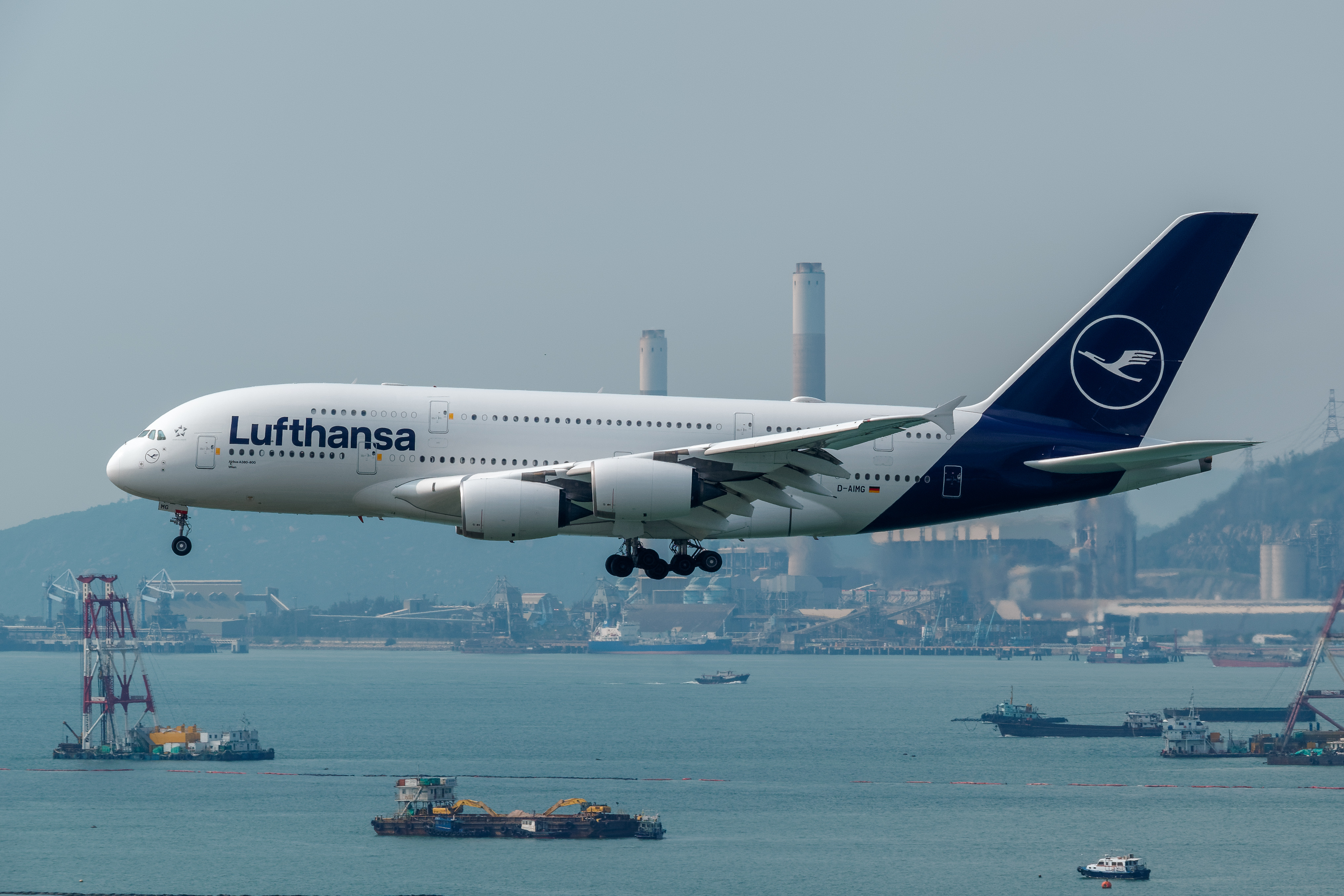
Airbus A380-800

En mars 2025, les appareils suivants sont en service au sein de la flotte de Lufthansa :
| Appareils         | En service | Commandes | Passagers | Notes |
| ----------------- | ---------- | --------- | --------- | --- |
| Airbus A319-100   | 38         | —         | 138       | Dont 3 exploités par Lufthansa City et 12 par Lufthansa CityLine |
| Airbus A320-200   | 48         | —         | 168/180   | En cours de retrait |
| Airbus A320neo    | 35         | 50        | 180       | Dont 5 exploités par Lufthansa CityLine |
| Airbus A321-100   | 17         | —         | 205       | |
| Airbus A321-200   | 37         | —         | 205       | |
| Airbus A321neo    | 17         | 22        | 215       | Dans la configuration Airbus Cabin Flex (ACF). |
| Airbus A330-300   | 10         | —         | 255       | Seront tous transférés chez Discover Airlines d'ici 2027. |
| Airbus A340-300   | 17         | —         | 279       | Plus grand opérateur de la famille A340. Tous seront remplacés par des Airbus A350-900 et Boeing 787-9. Seront retirés à partir d'octobre 2025 pour une durée indéterminée. |

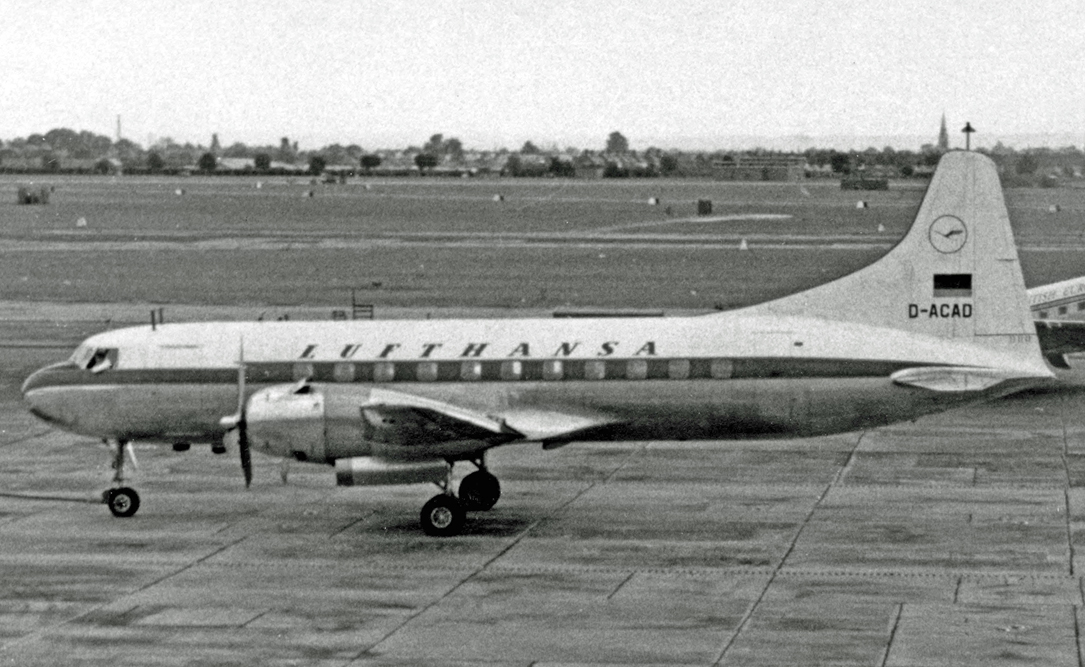
Convair 340 de Lufthansa

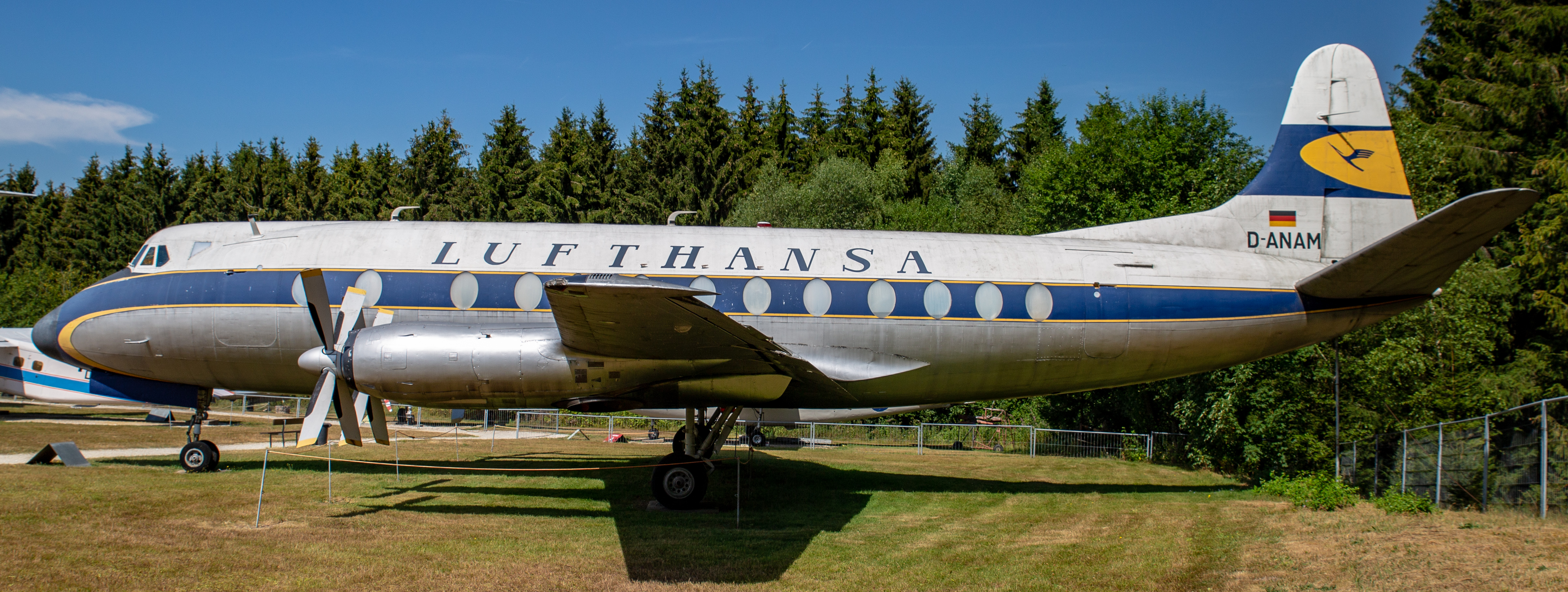
Vickers 814D Viscount de Lufthansa

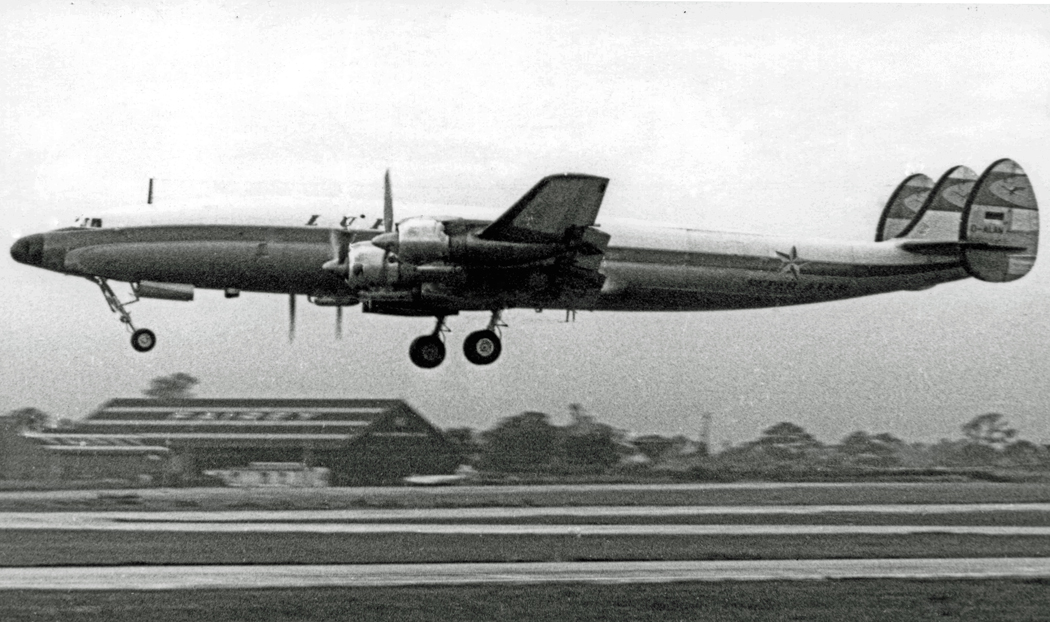
Lockheed L-1649A Starliner de Lufthansa

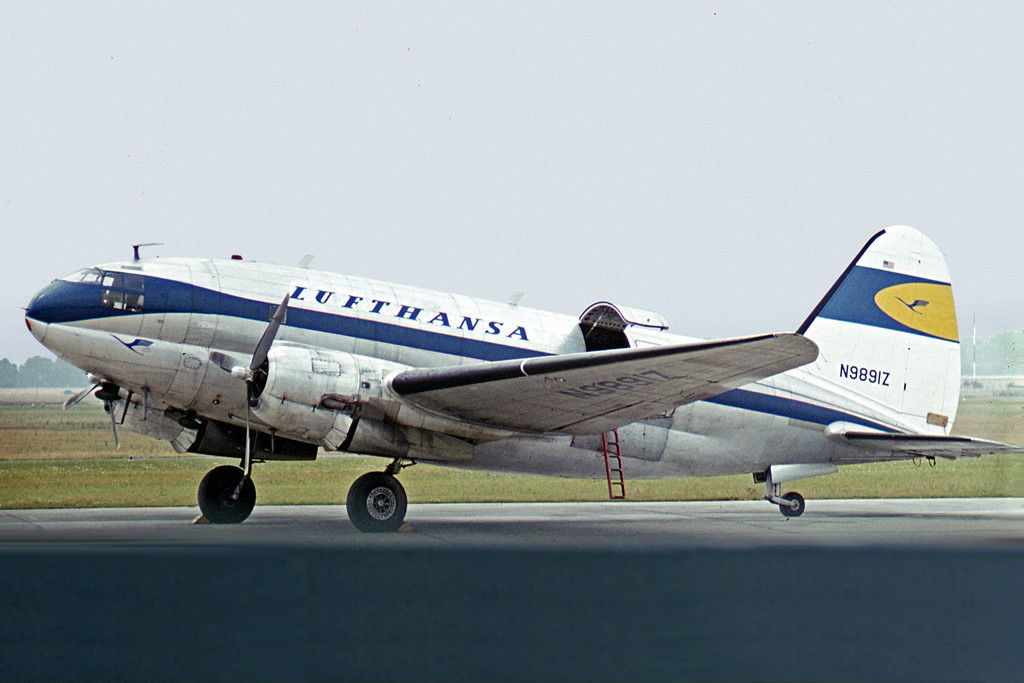
Curtiss C-46 de Lufthansa

| Airbus A340-600   | 10         | —         | 281       | Plus grand opérateur de la famille A340. Tous seront remplacés par des Airbus A350-900 et Boeing 787-9. Seront retirés à partir d'octobre 2025 pour une durée indéterminée. |
| Airbus A350-900   | 26         | 24        | 293       | Livraisons jusqu'en 2027. |
| Airbus A350-1000  | –          | 15        |           | Livraisons prévues à partir de 2028 à 2030. |
| Airbus A380-800   | 8          | —         | 517       | Six appareils ont été retirés de la flotte en 2020 |
| Boeing 747-400    | 8          | —         | 371       | 5 appareils retirés le 7 avril 2020. Les autres seront retirés d'ici 2025 et remplacés par des Boeing 777-9                                                                 |
| Boeing 747-8i     | 19         | —         | 364       | Le plus grand opérateur du 747-8I. Comprend le 1500e Boeing 747 construit. D-ABYT en livrée « retro ».                                                                      |
| Boeing 777-9X     | —          | 20        | NC        | Destinés à remplacer les Boeing 747-400. |
| Boeing 787-9      | 5          | 29        | 294       | En cours de livraison depuis 2022 pour remplacer l'Airbus A340-300. |
| Bombardier CRJ900 | 28         | —         | 90        | Exploités par Lufthansa CityLine |
| Embraer 190       | 4          | —         | 100       | Exploités par Lufthansa CityLine |
| Total             | 327        | 160       |           | |

### Flotte historique
Flotte historique après 1945, :
- Airbus A300
- Airbus A310
- Airbus A330-200
- Airbus A340-200
- Airbus A380
- Boeing 707-300
- Boeing 707-400
- Boeing 720
- Boeing 727-100
- Boeing 727-200
- Boeing 737-100
- Boeing 737-200
- Boeing 737-300
- Boeing 737-400
- Boeing 737-500
- Boeing 747-100
- Boeing 747-200
- Boeing 767-300ER
- Convair 340
- Convair 440
- Curtiss C-46
- Douglas DC-3
- Fokker F27
- Lockheed L-1049G Constellation
- Lockheed L-1649 Starliner
- McDonnell Douglas DC-10
- Vickers VC.1 Viking
- Vickers Viscount

## Services

### Programme de fidélité
Le programme de fidélisation de Lufthansa s'appelle Miles & More et est partagé entre plusieurs compagnies aériennes européennes, y compris toutes les filiales de Lufthansa (à l'exception des coentreprises SunExpress ). Les membres Miles & More peuvent cumuler des miles sur les vols Lufthansa et les vols des partenaires Star Alliance, ainsi que via les cartes de crédit du groupe Lufthansa et les achats effectués dans les boutiques du groupe Lufthansa. Le statut au sein de Miles & More est déterminé par les points, point qualificatifs et les point Hon Circle en une année civile avec des partenaires spécifiques. Les niveaux d'adhésion incluent : membre Miles & More (pas de seuil minimal), Frequent Traveller (Star Alliance Silver, 650 points et 350 points qualificatifs ), Senator (Star Alliance Gold, 2000 points et 1000 points qualificatifs ) et HON Circle (équivalent au statut émeraude chez One World mais ne confère des avantages qu'au sein du groupe Lufthansa, 6000 point Hon Circle). Tous les niveaux de statut Miles & More supérieurs à ceux des membres Miles & More offrent un accès au salon et des miles bonus exécutifs, les niveaux supérieurs offrant des avantages plus exclusifs.
Les points sont obtenus en volant avec toute compagnie faisant partie de Star Alliance.
Les points qualificatifs sont obtenus en volant avec toutes les compagnies faisant partie du programme de fidélité Miles & More.
Les points Hon Circle sont obtenus en volant avec toutes les compagnies étant totalement intégré au programme de fidélité Miles & More (Air Dolomiti, Austrian Airlines, Brussels Airlines, Croatia Airlines, Discover Airlines, Eurowings, LOT Polish Airlines, Lufthansa, Lufthansa City, Luxair & SWISS).
l'obtention des points se déroule comme ceci :
|                                                      | Classe économique | Classe économique premium | Classe affaire | Première classe |
| Vol court courrier/moyen courrier dit "continentale" | 20                | 20                        | 40             | 40              |
| Vol long courrier dit "Intercontinentaux"            | 60                | 80                        | 200            | 300             |

Voler avec des compagnie faisant partie de Star Alliance vous donnerons des points
Voler avec des compagnie faisant partie du programme de fidélité Miles & More vous donnerons des points et des points qualificatifs 
Voler avec des compagnie étant totalement intégré au programme de fidélité Miles & More vous donnerons des points, points qualificatifs et des Hon Circle points (seulement si le vol est effectué en classe affaire ou en première classe)

### Cabines

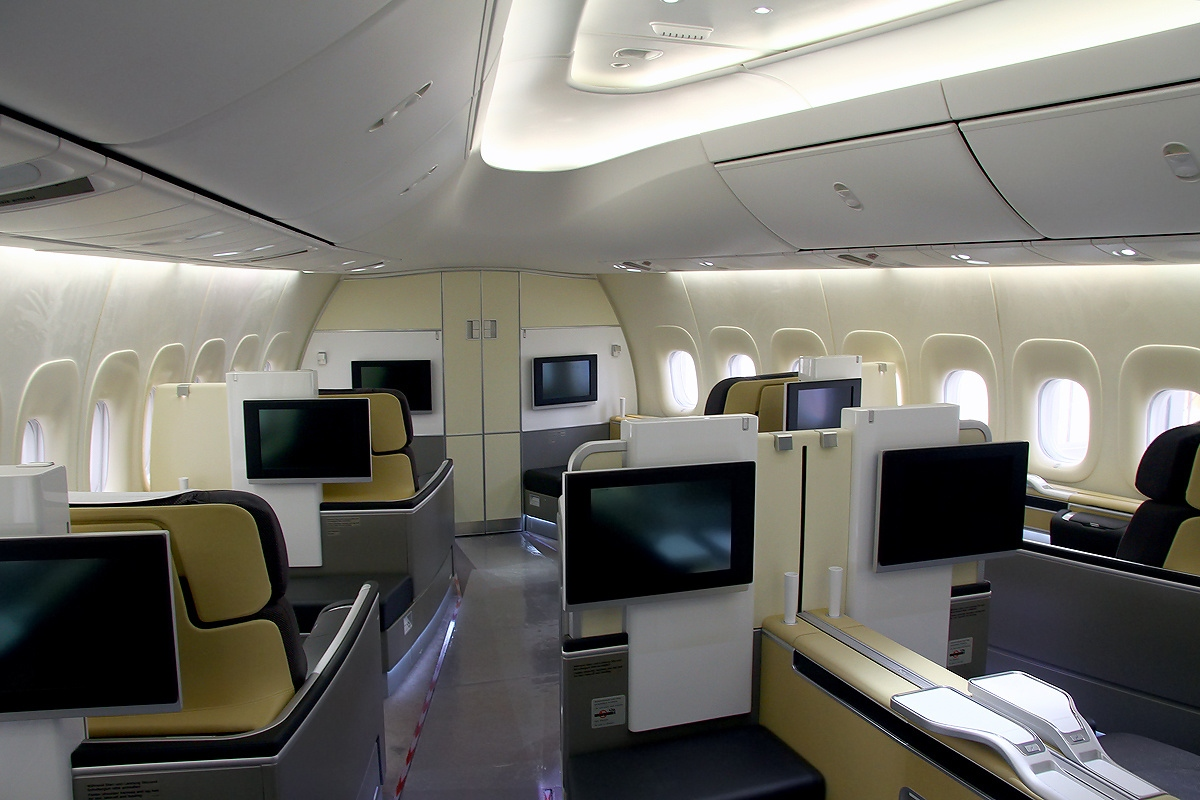
La première classe de la Lufthansa sur le Boeing 747-8.

#### Première classe
La première classe est proposée sur la plupart des avions long-courriers (tous les A340-600, la partie avant du pont supérieur de tous les Airbus A380 et la partie avant du pont principal de tous les Boeing 747-8I). Chaque siège se transforme en lit, comprend des prises de courant pour ordinateur portable, ainsi que des installations de divertissement. Les repas sont disponibles sur demande. Lufthansa propose des comptoirs d'enregistrement dédiés à la première classe dans la plupart des aéroports et propose des salons dédiés à la première classe à Francfort et à Munich, ainsi qu'un terminal dédié à la première classe à Francfort. Les passagers à l'arrivée ont la possibilité d'utiliser les installations d'arrivée de première classe de Lufthansa, ainsi que le nouveau Welcome Lounge. Lufthansa a introduit un nouveau produit First Class à bord de l'Airbus A380 et prévoit de l'introduire progressivement sur tous ses avions long-courriers. Avec le nouveau programme SCORE, introduit pour augmenter les bénéfices de 1,5 milliard d'euros au cours des années suivantes, LH arrêtera l'expansion des routes et réduira considérablement ses offres de première classe sur la plupart des routes,. Cependant, la première classe ne sera pas complètement éliminée, car la compagnie prévoit d'introduire une nouvelle cabine de première classe sur l'Airbus A350-900 ou le Boeing 777-9, en mettant l'accent sur la confidentialité. Cependant, la nouvelle première classe ne sera pas sur les premiers 777-9, car ceux-ci n'auront pas de cabine de première classe.

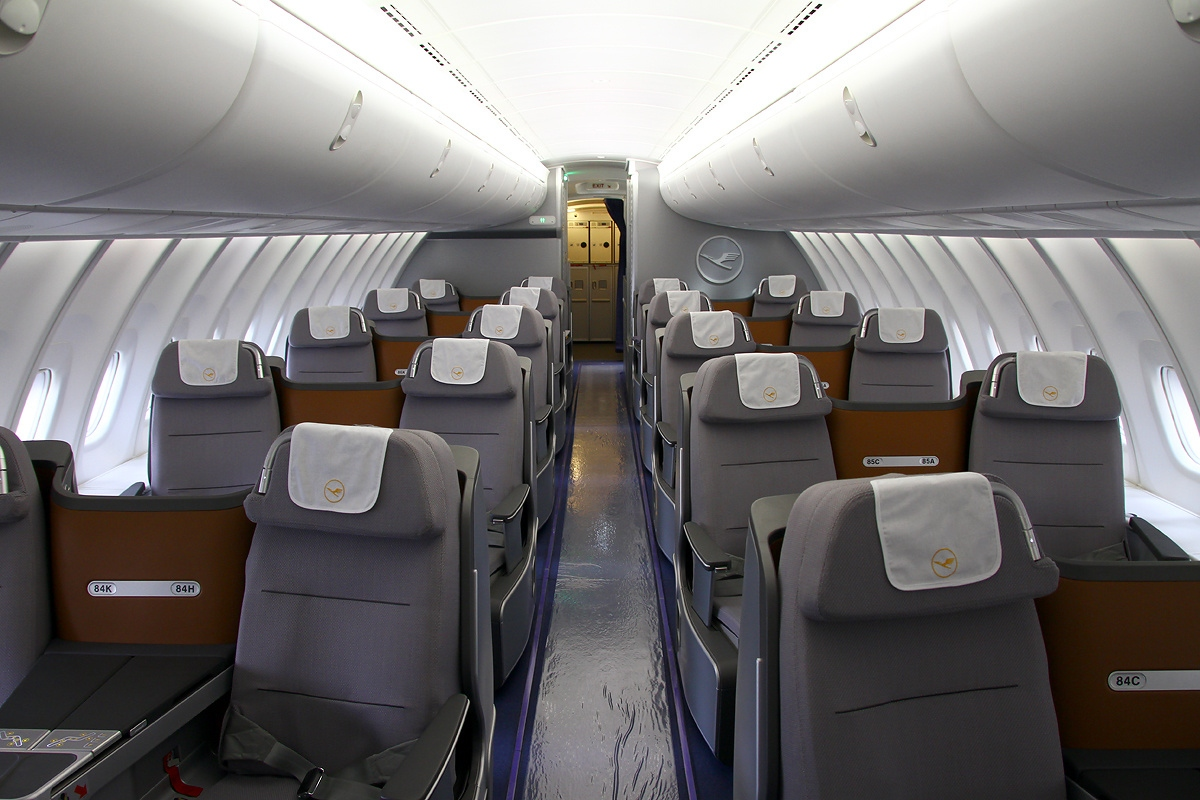
La classe Affaire sur le pont supérieur du Boeing 747-8 de la Lufthansa.

#### Classe Affaires
La classe affaires est proposée sur tous les avions long-courriers. Les sièges se convertissent en lits inclinables et comprennent des prises de courant pour ordinateur portable et des installations de divertissement. Lufthansa propose des comptoirs d'enregistrement dédiés à la classe affaires dans tous les aéroports, ainsi que des salons dédiés à la classe affaires dans la plupart des aéroports, ou des salons contractuels dans d'autres aéroports, ainsi que le salon d'accueil Lufthansa à l'arrivée à Francfort. À partir de 2014, la classe affaires sur tous les avions à fuselage large est dotée de sièges inclinables.
Nouvelle classe affaire "Allegris" 
La nouvelle classe affaire incluse dans la nouvelle cabine Allegris a été annoncée en 2017. Elle inclut cinq différents types de sièges tous beaucoup plus modernes que la classe affaire utilisée aujourd'hui dans la majorité des avions de Lufthansa. Initialement prévu pour 2023, le choix de Lufthansa d'avoir créé cette cabine de toute pièces (avec l'aide de Pearson Lloyd's) a entraîné énormément de surcoût et de retard. En date du 5 janvier 2025 la classe affaire (et la cabine allegris dans son ensemble) sont seulement disponibles sur quelques A350 de Lufthansa et quelques destination.
La classe affaire allégris propose cinq types de sièges ayant chacun ses spécificités :
Suites en première rangée : situées à l’avant de la cabine, ces suites offrent une intimité accrue avec des portes coulissantes. Elles se déclinent en suites simples côté hublot et en suites doubles au centre, idéales pour les passagers voyageant ensemble.
Siège Extra-Espace : un siège individuel spacieux doté d’une surface de travail supplémentaire, offrant plus d’espace sur les côtés pour un confort optimal.
Siège avec lit extra-long : ce siège se transforme en un lit de plus de 2,20 mètres, convenant particulièrement aux passagers de grande taille.
Siège fenêtre avec haute intimité : placés près des hublots, ces sièges offrent une grande intimité, idéals pour les voyageurs souhaitant un espace personnel accru.
Siège classique en classe Affaires : ces sièges offrent un accès direct à l’allée et un confort standard de haute qualité, présents en majorité dans la cabine.
Réserver des sièges autres que des "sièges classiques en classe affaires" vous coûtera plus cher, jusqu'à 600€ en fonction du type de siège.
Lufthansa a confirmé que la cabine Allegris sera disponible sur les avions suivants : 
Boeing 747-800 (des doutes restent dans la discussion pour savoir comment Lufthansa va intégrer la classe affaire allegris sur le pont supérieur du 747) 
Boeing 787-900 (bien que 15 avions soient déjà équipés de la classe affaires Allegris, la FAA a interdit à Lufhansa de vendre des sièges en classes affaires sur ce modèle car Lufthansa n'a pas passé toutes les épreuves de résistance au crash) 
Boeing 777-9X 
Airbus A350-900 
Lufthansa a confirmé que tous les autres avions de sa flotte n'auront pas accès à la cabine Allegris, en revanche les A380 seront rétrofités avec des sièges de classe affaire donnant un accès direct à l'allée.

#### Classe Premium Economy
Introduite en 2014. La Premium Economy long-courrier de Lufthansa est déployée sur tous les avions long-courriers, à commencer par certains Boeing 747-8I. De conception similaire à celle des cabines Premium Economy d'Air Canada ou World Traveller Plus de British Airways, la Premium Economy propose des cabines de 970 mm allant jusqu'à 76 mm plus large que la classe économique, selon l'avion. Les sièges disposent également d'un écran de divertissement personnel au dossier large de 280 mm ou 300 mm et un accoudoir plus grand séparant les sièges. Parallèlement à l'introduction prévue du Boeing 777-9X, la compagnie aérienne prévoit d'ajouter une nouvelle cabine Premium Economy avec un design « coque ». Ces sièges seront également installés sur les Boeing 777-300ER et Airbus A340-300 de SWISS à partir du premier et du deuxième trimestre 2021, respectivement.

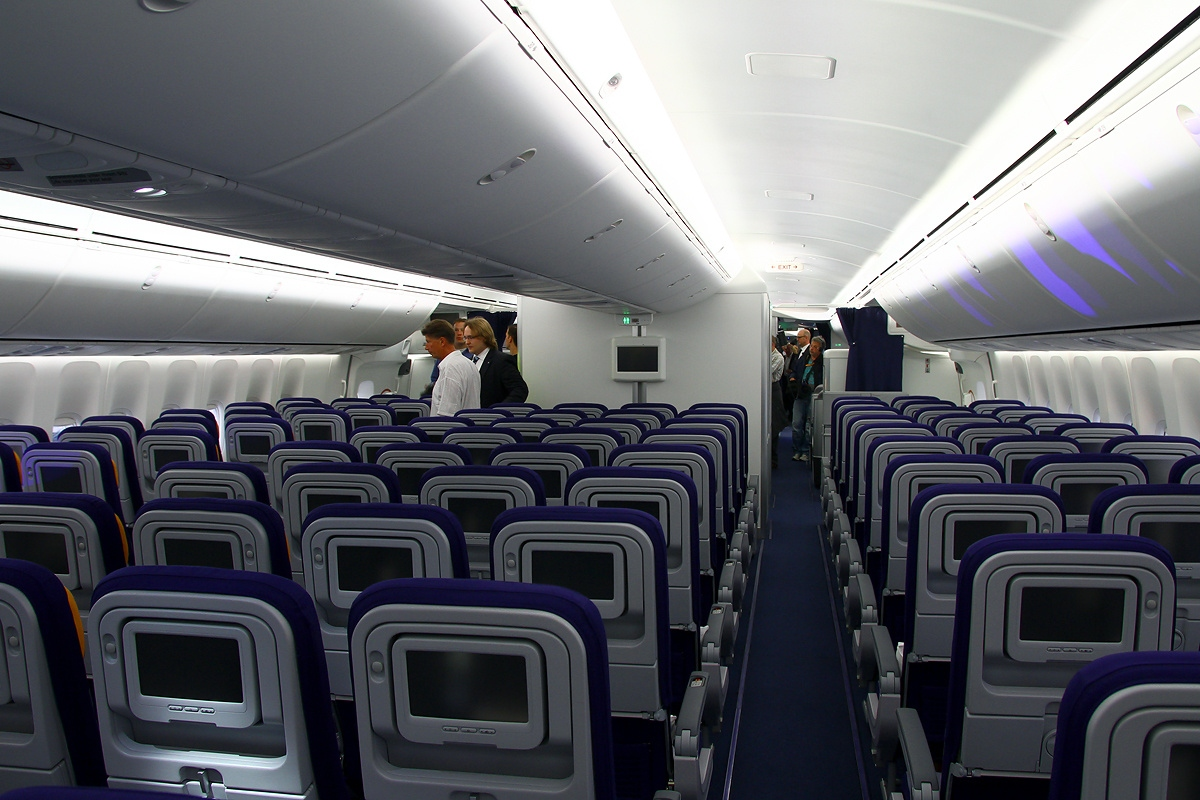
La classe économique sur le Boeing 747-8 de la Lufthansa.

#### Classe économique
La classe économique long-courrier de Lufthansa est proposée sur tous les avions long-courriers. Tous ont une assise de 790 mm à l'exception des Airbus A380, qui ont un pas d'assise de 840 mm. Les passagers reçoivent des repas, ainsi que des boissons gratuites. L'ensemble de la flotte propose des écrans Audio-Vidéo-à-la-Demande (AVOD) en Classe Économique.
Sur les vols courts et moyen-courrier, la classe économique de la Lufthansa ne propose pas d'écrans individuels.

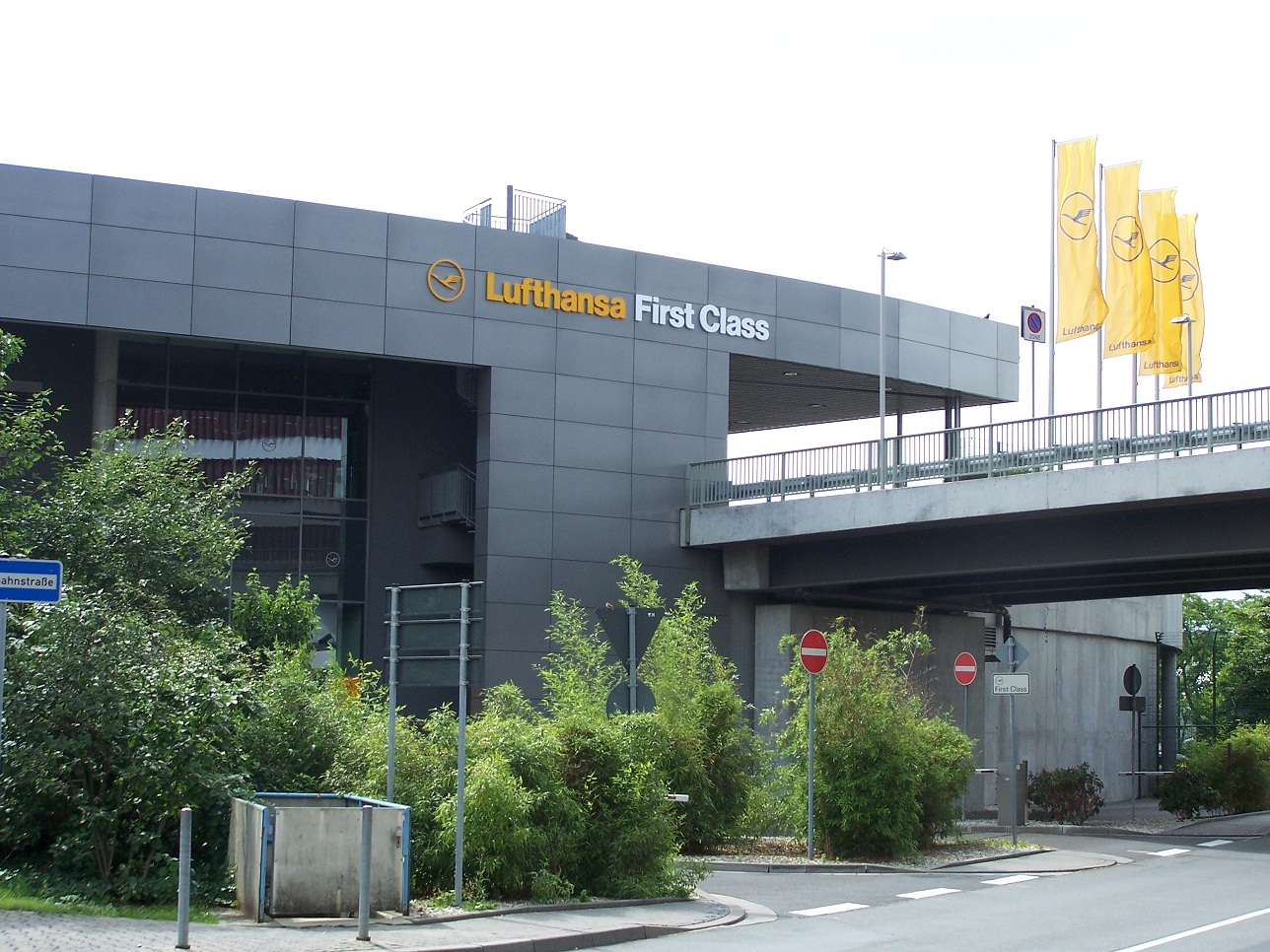
Terminal Première Classe à l'aéroport de Francfort.

### Salons et terminaux d'aéroport
Lufthansa exploite quatre types de salons au sein de son réseau de destinations : First Class, Senator, Business et Welcome Lounges. Chaque salle d'embarquement est accessible via la classe de voyage ou le statut Miles and More/Star Alliance ; le Welcome Lounge est réservé aux passagers premium arrivant du groupe Lufthansa et United Airlines uniquement.
Lufthansa exploite également un terminal dédié de première classe à l'aéroport de Francfort. Premier terminal de ce type, l'accès est limité uniquement aux membres Lufthansa First Class au départ, le même jour Lufthansa Group first class et HON Circle. Environ 200 employés s'occupent d'environ 300 passagers par jour dans le terminal, qui comprend un restaurant à service complet, un bar complet, un salon à cigares, des salles de relaxation et des bureaux, ainsi que des salles de bains. Les passagers sont conduits directement à leur vol de départ en Mercedes-Benz Classe S, Porsche Cayenne, Porsche Panamera ou Mercedes-Benz Classe V.

## Partenariats

### Commerciale
Partage de codes
Outre ses partenaires Star Alliance ; Lufthansa offre des programmes de fidélités avec les compagnies aériennes suivantes :
- Qatar Airways
- Air Malta
- JetBlue Airways
- TACA
- Air Astana[51]
- Cathay Pacific[52]
- LATAM Brasil
- LATAM Chile

### Technologie
Depuis 2009, Lufthansa a externalisé son système de gestion des réservations et de l'inventaire et utilise depuis cette date le système Altéa de Amadeus.

## Critiques

### Relations salariales
Les relations entre Lufthansa et leurs pilotes ont été très tendues depuis 2012, avec pour conséquences de nombreuses grèves, ce qui causa l'annulation de centaines de vols. Le 23 novembre 2016, les pilotes de la compagnie déclenchent une grève, entraînant, deux jours plus tard, l'annulation de plus de 830 vols, affectant ainsi 100 000 passagers.

### Gestion de crise de l'accident de Germanwings
Germanwings est une filiale de Lufthansa. Carsten Spohr, le PDG de Lufthansa, a qualifié la catastrophe du Vol Germanwings 9525, de « plus sombre jour de l'histoire de Lufthansa ».

### Écoblanchiment
En 2022, Lufthansa a été nommée pour le Vautour d'or (Goldener geier), de l'association Deutsche Umwelthifle, prix négatif récompensant l'écoblanchiment des entreprises pour la pollution qu'elles engendrent tout en s'offrant une image écoresponsable. Le documentaire Citizen facts montre en 2023 que l'effet de la compensation carbone proposée par l'entreprise pour protéger de la déforestation en Tanzanie déculpabiliserait sa clientèle de prendre l'avion tout en étant invérifiable et aurait donc un effet encore plus faible que la plantation d'arbres, elle-même très faible.

## Accidents mortels
|                   | Lieu                                            | Appareil                                    | Numéro de série Immatriculation | Numéro de vol             | Nombre de victimes | Causes |
| ----------------- | ----------------------------------------------- | ------------------------------------------- | ------------------------------- | ------------------------- | ------------------ | --- |
| 1er décembre 1928 | Letzlingen                                      | Junkers G.31fi Rheinland                    | 3005 (D-1473)                   | -                         | 3/4                | Tempête de neige. |
| 6 novembre 1929   | Godstone                                        | Junkers G.24bi Oberschlesien                | 911 (D-903)                     | -                         | 7/9                | Percute des arbres au sommet d'une colline par brouillard. |
| 25 avril 1935     | Hallgarten                                      | Junkers Ju 52 3mho E. Schäfer               | J4045 (D-AJYR)                  | -                         | 3/3                | Percute une montagne par temps de pluie. |
| 17 avril 1936     | Orvin                                           | Junkers Ju 52 3m                            | 5044 (D-ASOR)                   | -                         | 3/5                | Percute une montagne. |
| 1er novembre 1936 | Tabarz/Thüringer Wald                           | Junkers Ju 52 3mge Heinrich Kroll           | 5506 (D-APOO)                   | -                         | 11/15              | Percute une montagne. |
| 17 novembre 1936  | Lauf an der Pegnitz                             | Junkers Ju 52 3mge Hans Berr                | 5498 (D-ASUI)                   | -                         | 4/16               | Percute une montagne par fortes chutes de neige. |
| 4 décembre 1936   | Le Grand-Bornand                                | Junkers Ju 52 3m Rudolf Windisch            | 5078 (D-ASIH)                   | -                         | 6/6                | Percute une montagne par fort vent. |
| 26 novembre 1937  | Aéroport de Londres-Croydon                     | Junkers Ju 52 3mfe Emil Schäfer             | 4023 (D-AGAV)                   | -                         | 3/3                | S'écrase sur un hangar lors d'un décollage par brouillard. |
| 4 janvier 1938    | Francfort-sur-le-Main                           | Junkers Ju 52 3mte Charles Haar             | 5777 (D-ABUR)                   | -                         | 6/6                | S'écrase lors de son approche par tempête de neige à cause de gel sur les ailes. |
| 22 février 1938   | Pontoise                                        | Junkers Ju 52 3mge Otto Parschau            | 4040 (D-APAR)                   | -                         | 3/3                | S'écrase lors de son approche par brouillard. |
| 26 juin 1938      | Chilligua                                       | Junkers Ju 52 3mge Misti                    | 5043 (OA-HHB)                   | -                         | 7/7                | |
| 1er octobre 1938  | Canton des Grisons                              | Junkers Ju 52 3mte                          | 5928 (D-AVPB)                   | -                         | 13/13              | S'écrase contre une montagne. |
| 26 novembre 1938  | Banjul                                          | Junkers Ju 90V2 Preussen                    | 4914 (D-AIVI)                   | Vol d'essai               | 12/15              | Perte de deux moteurs sur le même côté lors du décollage et percute un palmier. |
| 4 août 1939       | Tivissa                                         | Junkers Ju 52 3mte Hans Wende               | 5942 (D-AUJG)                   | -                         | 7/7                | S'écrase dans les montagnes. |
| 30 août 1939      | Hanovre                                         | Junkers Ju 52 3mte Karl Hochmuth            | 5800 (D-AFOP)                   | -                         | 7/7                | S'écrase après le décollage. |
| 9 août 1940       | Lammershagen                                    | Douglas DC-2-115E                           | 1366/F26 (D-AIAV)               | -                         | 2/13               | Erreur de pilotage. |
| 29 août 1940      | Aéroport de Berlin-Tempelhof                    | Douglas DC-3-220 Prag                       | 1973 (D-AAIH)                   | -                         | 2/15               | Mauvais temps. |
| 8 novembre 1940   | Schönteichen                                    | Junkers Ju 90A Brandenburg                  | 900010 (D-AVMF)                 | -                         | 29/29              | Gel sur la queue. |
| 1er mars 1941     | Baie d'Hommelvik                                | Junkers Ju 52 3mte                          | 5751 (D-AQUB)                   | -                         | 3/9                | L'hydravion tente d'atterrir sur l'eau, touche le sommet d'une dune. L'appareil est projeté en l'air puis s'écrase violemment sur l'eau. |
| 20 octobre 1941   | Gabrene (en)                                    | Junkers Ju 52 3m Otto v. Beaulieau-Marconay | 7172 (D-AUXZ)                   | -                         | 13/13              | |
| 22 octobre 1942   | Bukovac                                         | Junkers Ju 52 3m Johannes Höroldt           | 4208 (D-AYGX)                   | -                         | 17/17              | Le pilote veut descendre sous le plafond nuageux mais s'écrase dans un bois. |
| 15 janvier 1944   | Belgrade                                        | Junkers Ju 52 3m Harry Rother               | 640610 (D-ADQW)                 | -                         | 5/5                | S'écrase pendant la descente par bas plafond nuageux. |
| 21 février 1944   | Eubée                                           | Junkers Ju 52 3m Joachim Blankenburg        | 6561 (D-AWAS)                   | -                         | 16/16              | Le pilote lance un appel radio pour une panne moteur puis l'avion disparaît. |
| 17 avril 1944     | Belgrade                                        | Junkers Ju 52 3m                            | 640996 (D-AOCA)                 | -                         | 5/7                | Abattu par la DCA alliée. |
| 21 avril 1944     | Fredrikstad                                     | Douglas DC-3-220B                           | 2095 (D-AAIG)                   | -                         | 9/20               | Atterrissage d'urgence sur un fjord. |
| 2 septembre 1944  | Ivanca                                          | Junkers Ju 52 3m Gerhard Amann              | 641039 (D-AUAW)                 | -                         | 5/5                | Abattu par des avions de chasse. |
| 27 septembre 1944 | Saint-Nicolas-lès-Cîteaux                       | Focke-Wulf Fw 200D-2                        | 0021 (D-AMHL)                   | -                         | 9/9                | Abattu par un Bristol Beaufighter de la Royal Air Force. |
| 16 octobre 1944   | Hestnutan                                       | Junkers Ju 52 3mg8e Hermann Stache          | 640608 (A-ADQV)                 | -                         | 15/15              | S'écrase contre une montagne par mauvais temps. |
| 17 octobre 1944   | Komárom                                         | Junkers Ju 52 3m Friedrich Dahmen           | 640601 (D-ASHE)                 | -                         | 1/9                | Atterrissage forcé à cause d'une attaque d'avions britanniques. |
| 29 novembre 1944  | Målkläppen                                      | Focke-Wulf Fw 200                           | 2994 (D-ARHW)                   | -                         | 10/10              | Abattu par erreur par un navire allemand. |
| 10 janvier 1945   | Prnjavor                                        | Junkers Ju 52 3m Joseph Langheld            | 641382 (D-AUSS)                 | -                         | 7/7                | |
| 20 avril 1945     | Steinreich                                      | Junkers Ju 52 3m                            | (D-ANAJ)                        | -                         | 18/20              | Abattu par l'armée rouge. |
| 21 avril 1945     | Piesenkofen                                     | Focke-Wulf Fw 200KB-1                       | 0009 (D-ASHH)                   | -                         | 21/21              | |
| 11 janvier 1959   | Aéroport international de Rio de Janeiro-Galeão | Lockheed L-1049G Super Constellation        | 4602 (D-ALAK)                   | LH502                     | 36/39              | S'écrase au cours de son approche. L'enquête n'arrivera pas à en déterminer les causes. |
| 4 décembre 1961   | Ebertsheim                                      | Boeing 720-030B                             | 18058/202 (D-ABOK)              | Vol d'entraînement        | 3/3                | Après avoir été autorisé à augmenter son altitude, l'appareil s'écrase. L'enquête n'a rien révélé de probant. |
| 15 juillet 1964   | Ansbach                                         | Boeing 720-030B                             | 18249/262 (D-ABOP)              | Vol d'entraînement        | 3/3                | Après avoir effectué une première vrille, l'équipage en tente une seconde ce qui a pour conséquences la perte de contrôle de l'appareil et une désintégration de celui-ci. |
| 28 janvier 1966   | Aéroport de Brême                               | Convair CV-440-0                            | 464 (D-ACAT)                    | LH005                     | 46/46              | Après avoir abandonné son approche, l'avion remonte puis décroche. L'enquête incrimine une probable mauvaise activation d'instruments par l'équipage. |
| 20 novembre 1974  | Aéroport international Jomo-Kenyatta            | Boeing 747-130                              | 19747/29 (D-ABYB)               | LH540                     | 59/157             | L'avion s'écrase au décollage. L'enquête a révélé que l'équipage avait oublié de configurer correctement la pression hydraulique permettant de sortir les becs de bord d'attaque. Malgré la manette placée en position correcte, l'avion s'est élancé avec des becs non sortis ce qui a empêché le décollage de l'avion. |
| 13 octobre 1977   | Aéroport international de Mogadiscio            | Boeing 737-230C                             | 20254/230 (D-ABCE)              | LH181                     | 4/91               | Les passagers et l'équipage sont pris en otage par des membres du Front de libération palestinien après son décollage de Palma de Majorque. Après diverses escales, le commandant de bord sera assassiné et les 3 terroristes abattus par le GSG9 et les autorités somaliennes.                                          |
| 26 juillet 1979   | Rio de Janeiro                                  | Boeing 707-330C                             | 20395/848 (D-ABUY)              | LH527                     | 3/3                | Au cours du vol, le contrôleur était distrait par le trafic. S'occupant à nouveau du vol Lufthansa, il ordonna à l'appareil d'augmenter son altitude immédiatement mais c'était trop tard et l'avion s'écrasa dans les montagnes.                                                                                        |
| 6 janvier 1993    | Aéroport de Paris-Charles-de-Gaulle             | De Havilland Canada DHC-8-311               | 210 (D-BEAT)                    | LH5634                    | 4/23               | S'écrase pendant son approche. |
| 14 septembre 1993 | Aéroport de Varsovie-Chopin                     | Airbus A320-211                             | 105 (D-AIPN)                    | LH2904                    | 2/70               | L'avion sort de la piste à l'atterrissage. |
| 7 juillet 1999    | Katmandou                                       | Boeing 727-243F                             | 22168/1770 (VT-LCI)             | LH8533 (Hinduja Airlines) | 5/5                | Enchaînement d'erreurs de l'équipage dans la procédure de décollage. |

### Filmographie
- Histoire secrète de Lufthansa, film documentaire de Christoph Weber, Allemagne, 2009, 50 min